# 暗孢耳霉
暗孢耳霉（学名：Conidiobolus obscurus）是属于虫霉目新月霉科耳霉属的一种真菌，寄生在蚜虫上。该种分布于中国、日本、澳大利亚、新西兰、美国、巴西、阿根廷、智利、法国、瑞士、比利时、芬兰、俄罗斯、瑞典、荷兰、英国、波兰等地。